# Эрилик Эристиин
Эрилик Эристиин (Семён Степанович Яковлев; 12 (24) января 1892, с. Чакыр — 6 октября 1942, с. Толон, Чурапчинского района Якутской АССР) — советский и якутский поэт, прозаик. В годы гражданской войны — красный партизан. Член КПСС с 1924 года. Член Союза писателей СССР с 1938 года.
В народе его прозвали «якутским Корчагиным».

## Биография
Родился в 1892 году в крестьянской семье в селе Чакыр Чурапчинского улуса. Самоучкой овладел якутской и русской грамотой. Местные тойоны, белые бандиты, убили мать, брата и других родственников Эрилика Эристиина. В январе 1922 года погиб его 28-летний брат Гаврил-младший. В июле того же года жертвами кровавой расправы, вошедшей в историю под названием «Чурапчинская колотушка», стали его мать Елена Игнатьевна и шестеро родственников. Гаврил-старший умер в 1925 году. Позднее Эрилик Эристиин пережил смерть трёх сыновей.
После гражданской войны был наборщиком в Якутской типографии (г. Якутск), уполномоченным ГПУ, заведующим отделом здравоохранения и народного образования Амгинского улусного исполкома Якутской АССР.
Первые публикации писателя появились в 1923 году, а в 1928 году в журнале «Чолбон» вышла его первая повесть «Соһуччу үөрүү» («Неожиданная радость»), где Эрилик Эристиин показал жизнь дореволюционного якутского улуса, горькую долю сирот, брожение в умах у некоторой части якутской интеллигенции, находившейся под влиянием политических ссыльных. В период своего творческого расцвета (1931—1942 годы) появились ряд крупных прозаических произведений, поэмы «Бассабыык Тиихээн» («Большевик Тихон», 1934) и «Тулаайах Уйбаанчык» («Сирота Иванчик», 1935), где показан путь революционера-большевика. Результатом годичной творческой командировки в город Чимкент Республики Казахстан в 1930-е годы стала повесть 1936 года «Революция уолаттара» («Сыны революции»), в которой освещена судьба казахского народа в годы революции. Повесть «Аймалҕан» («Волнение») 1937 года написана на материале жизни героев из Бурятии. В повести «Исполнение завещания» («Кэриэс туолуута», 1939) показано социальное прозрение якутского крестьянина.
В 1938 году вследствие контузии писатель на пике литературного творчества потерял зрение. Проявив силу воли, Эрилик Эристиин в 1942 году дописывает роман о событиях гражданской войны в Якутии «Маарыкчаан ыччаттара» («Молодёжь Марыкчана»), неоднократно публиковавшуюся на русском и якутском языках.
Скончался писатель 6 октября 1942 года в селе Толон Чурапчинского района Якутской АССР.

## Память
Союз писателей Якутии и совхоз имени Эриликэ Эристиина учреждали ежегодную литературную премию его имени за лучшие художественные произведения на сельскую тематику. На родине писателя, в селе Чакыр, открыт Дом-музей.
В 2007 году присвоено имя писателя муниципальному общеобразовательному учреждению «Чакырская средняя общеобразовательная школа» муниципального образования «Чурапчинский улус (район) Республики Саха (Якутия)».
В 2017 году в Чурапчинском улусе проводились юбилейные мероприятия, посвящённые 125-летию писателя. Также жители планируют поставить памятник.

## Творчество
Семён Степанович Яковлев взял псевдоним, который относится к френонимам. Эрилик означает «выдающийся, лучший», а эристиин — «бедняга, несчастный».

Заслуги Эрилика Эристиина лежат не только в художественной, но также в областях историографии, сохранения языка и эпоса олонхо. К 120-летию писателя один из его потомков Иоганн Максимов в статье «Хранитель языка саха, классик якутской литературы» сказал:
«В настоящее время Россия охвачена стихией социальной энтропии и духовной деградации. В результате 20-летнего огульного очернительства советской истории возникли психологические помехи для объективного восприятия творчества одного из классиков якутской литературы. Да, Эрилик Эристиин был коммунистом и писателем социалистического реализма. Остался он певцом советской действительности, защитником идеалов коммунистического будущего. Это, конечно, противоречит идеологии капиталистического настоящего России. Но в цивилизованном обществе должны воспринимать прошлое по-научному, таким, каким оно было… Надо сделать всё возможное, чтобы народ снова не делили на „красных и белых“ (бедных и богатых) и чтобы никогда не повторилась трагедия Гражданской войны».
Список произведений автора представлен на якутском языке:
- Суорума соруктаммыт: Пьеса. — Дьокуускай: Кинигэ кыһата, 1931. — 28 с.
- Бассабыык ТиниггабичДьокуускай: Кинигэ кыһата, 1934. — 23 с.
- Уйбаан Дууһа: Кэпсээн. — Дьокуускай: Кинигэ кыһата, 1934. — 23 с.
- Тулаайах Уйбаанчык: Поэма. — Дьокуускай: Кинигэ кыһата, 1935. — 41 с.
- Революция уолаттара: Сэһэн. — Дьокуускай: Кинигэ кыһата, 1936. — 66 с.
- Аймалҕан: Сэһэн. — Дьокуускай: Кинигэ кыһата, 1937. — 88 с.
- Кэриэс туолуута: Сэһэн. — Дьокуускай: Кинигэ кыһата, 1939. — 88 с.
- Маарыкчаан ыччаттара: Роман. — Дьокуускай: Кинигэ кыһата, 1942. — 206 с.
- Талыллыбыт айымньылар. — Дьокуускай: Кинигэ кыһата, 1948. — 352 с.
- Талыллыбыт айымньылар. — Дьокуускай: Кинигэ кыһата, 1954. — 544 с.
- Кэпсээннэр уонна пьесалар. — Дьокуускай: Кинигэ кыһата, 1963. — 190 с.
- Айымньылар: 2 томнаах. — Дьокуускай: Кинигэ кыһата, 1969. — Т. 1 — 596 с. — Т.2 — 520 с.
- Революция уолаттара: Сэһэн, роман. — Дьокуускай: Кинигэ кыһата, 1979. — 360 с.
- Маарыкчаан ыччаттара. Кэриэс туолуута. Кэпсээннэр. — Дьокуускай: Кинигэ кыһата, 1983. — 584 с.
- Буура Дохсун: Олоҥхо. — Дьокуускай: Бичик, 1993. — 416 с.

### Переводы на русский язык
- Яковлев, С. С. Исполненное завещание: повести, роман. — Якутск: Бичик, 2011. — 544 с.
- Яковлев, С. С. Рассказы. — Якутск: Бичик, 2012. — 128 с.